# Erik Möller
Erik Möller, född 1979, är en tysk frilansjournalist, mjukvaruutvecklare, författare och tidigare biträdande direktör för Wikimedia Foundation (WMF).